# Rosarium Virginis Mariae
Rosarium Virginis Mariae (en español: el Rosario de la Virgen María) es una carta apostólica del papa san Juan Pablo II, publicada el 16 de octubre de 2002 en el marco del Año del Rosario, declarado por el pontífice desde octubre de 2002 hasta octubre de 2003. Juan Pablo II publicó esta carta apostólica en coincidencia con el inicio del vigésimo quinto año de su pontificado.

## Introducción

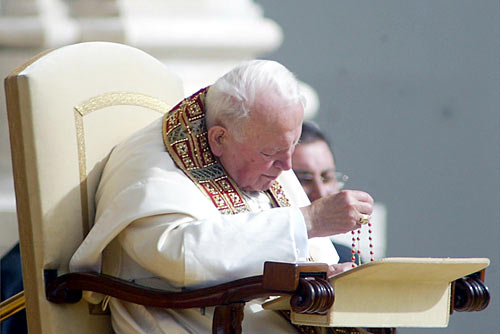
Juan Pablo II rezando el rosario (2003).

Esta carta apostólica trata sobre el rosario, devoción que, como decía san Pablo VI, es representación y compendio del mensaje del Evangelio: 
El Rosario, aunque claramente mariano en el carácter, es en el fondo un rezo cristocéntrico. En la moderación de sus elementos, tiene toda la profundidad del mensaje del Evangelio en su totalidad, del cual se puede decir que es un compendio... A través del Rosario los fieles reciben la gracia abundante, como si de las mismas manos de la Madre del Redentor.
En esta carta apostólica el papa invita a contemplar la vida a Cristo con María:

Por su naturaleza el rezo del Rosario exige un ritmo tranquilo y un reflexivo remanso, que favorezca en quien ora la meditación de los misterios de la vida del Señor, vistos a través del corazón de Aquella que estuvo más cerca del Señor, y que desvelen su insondable riqueza

El Rosario fue mencionado por primera vez en un documento papal en 1569. En su bula Consueverunt, San Pío V anotó que "el Rosario o el Salterio de la Santísima Virgen" son un "método de rezo" a través del cual "veneramos a María con el saludo angelical repetido ciento cincuenta veces siguiendo el número de salmos del rey David, y antes de cada juego de diez Avemarías rezamos a Nuestro Señor con meditaciones que ilustran la vida entera del mismo Señor Jesucristo".
En la carta apostólica se cita a san Luis María Grignion de Montfort:
«Como quiera que toda nuestra perfección consiste en el ser conformes, unidos y consagrados a Jesucristo, la más perfecta de la devociones es, sin duda alguna, la que nos conforma, nos une y nos consagra lo más perfectamente posible a Jesucristo. Ahora bien, siendo María, de todas las criaturas, la más conforme a Jesucristo, se sigue que, de todas las devociones, la que más consagra y conforma un alma a Jesucristo es la devoción a María, su Santísima Madre, y que cuanto más consagrada esté un alma a la Santísima Virgen, tanto más lo estará a Jesucristo»

## Misterios luminosos
En la espiritualidad medieval, la devoción cristiana desarrolló una orientación cristocéntrica notable que se consolidó bajo la influencia del monacato que hizo fuerte hincapié en la humanidad de Jesús, según se veía en los misterios de su vida terrenal. Así, el affectus dilectionis (amor preferente) alentaba la piedad cisterciense con san Bernardo de Claraval y Guillermo de Saint Thierry, mientras que la espiritualidad franciscana se concentró en la tradición del pesebre y la contemplación de la pasión. La piedad dominica, expuesta por san Alberto Magno y santa Catalina de Siena, como san Francisco de Asís, ve en Cristo Crucificado el centro de toda devoción.
En esta carta Juan Pablo II estableció los Misterios luminosos en el ciclo de los misterios de la vida de Cristo que se deben contemplar rezando el rosario. Estos cinco "misterios luminosos" se enfocan en reflexionar sobre los acontecimientos del ministerio público de Jesús:
- (1) su bautismo en el río Jordán,
- (2) las bodas de Caná,
- (3) su proclamación del Reino de Dios,
- (4) su Transfiguración,
- (5) su institución de la eucaristía en la Última Cena.

El documento declara que cada misterio "es una revelación del Reino ahora presente en la misma persona de Jesús". Larguísima y diversificada en el contenido, la carta apostólica se puede considerar un instrumento pastoral práctico de varios modos: cómo rezar el Rosario como forma del rezo contemplativo, breves explicaciones de los misterios, el sentido del Padrenuestro, los diez Avemarías, el Gloria, los rezos concluyentes, las cuentas y la cadena.